# Trent Brown
Trenton Brown (Albany, Georgia, 13 de abril de 1993), más conocido como Trent Brown, es un jugador profesional estadounidense de fútbol americano que se desempeña en la posición de offensive tackle en Cincinnati Bengals, equipo de la National Football League (NFL).

## Carrera
Fue seleccionado en la séptima ronda en la Reunión Anual de Selección de Jugadores de la NFL de 2015. Hizo su debut profesional con el equipo San Francisco 49ers, en el cual jugó tres temporadas (2015-2018), después pasó a New England Patriots (2018-2019), luego a Las Vegas Raiders (2019-2021), posteriormente regresó a New England Patriots (2021-2024), y finalmente pasó a Cincinnati Bengals.